# Света Параскева (Златна нива)
Вижте пояснителната страница за други значения на Света Параскева.
Света Параскева е православна църква в село Златна нива.
Тя е на територията на Шуменска духовна околия, Варненска и Великопреславска епархия на Българската православна църква. Храмът е действащ само на големи религиозни празници.

## История
Църквата е построена през 1941 година.